# Gurpreet Sohi
Pour les articles homonymes, voir Sohi.
Gurpreet Sohi (née le 20 juillet 1994 à White Rock en Colombie-Britannique) est une joueuse canadienne de water-polo. Elle participe à une édition des Jeux olympiques,. 
Elle joue pour l'université Stanford. En juin 2021, elle est sélectionnée pour faire part de l'équipe olympique canadienne de 2020,,,.

## Jeux olympiques
- Jeux olympiques d'été de 2020 à Tokyo  Japon
  - Quart de finale à l'épreuve féminine

## Ligue mondiale de water-polo
- 2017 FINA Women's Water Polo World League (en)[8]
- 2018 FINA Women's Water Polo World League (en)
- 2019 FINA Women's Water Polo World League (en)